# Исмаилзаде, Гюрсель Гудрат оглы
Гюрсель Гудрат оглы Исмаилзаде (азерб. Gürsel Qüdrət oğlu İsmayılzadə; род. 15 января 1971, Баку) — азербайджанский дипломат. Посол Азербайджана в Японии.

## Биография
Родился 15 января 1971 года в Баку. В 1992 году окончил Бакинский государственный университет, факультет востоковедения, со специализацией «арабский язык».
В 2004 году окончил докторантуру университета Коти (Токио). Получил степень доктора философии по международным отношениям.
С 2005 года являлся первым секретарём посольства Азербайджана в Японии. С 2006 года — советник посольства Азербайджана в Японии. 
В 2010 — 2011 годах являлся советником второго Восточного управления МИД Азербайджана, начальником секретариата министра, помощником министра иностранных дел Азербайджана.
16 августа 2011 года присвоен ранг чрезвычайного и полномочного посла.  
Посол Азербайджана в Японии (16 августа 2011 — 15 января 2019), (с 12 марта 2020).  
Владеет английским, японским, арабским, русским языками. 

## Семья
Отец — Гудрат Исмаилзаде, археолог.  

## Награды
- Медаль «Прогресс» (9 июля 2019, за плодотворную деятельность в органах дипломатической службы Азербайджанской Республики)[5]